# Rzymskie wakacje (film 2002)
Rzymskie wakacje (ang. When in Rome) – amerykański film z 2002, z bliźniaczkami Mary-Kate i Ashley Olsen w rolach głównych oraz jako producentkami.

## Fabuła
Siostry Charlie i Leila mają rozpocząć letni staż w rzymskiej firmie zajmującej się modą i rozrywką. Pracę tą szybko jednak tracą. Podejrzewając nieuczciwość przełożonego, walczą o poznanie prawdy. Pomagają im w tym nowo poznani przyjaciele.

## Obsada
- Ashley Olsen jako Leila
- Mary-Kate Olsen jako Charlotte "Charli"
- Leslie Danon jako Jami Martin
- Julian Stone jako Derek Hammond
- Michelangelo Tommaso jako Paolo
- Archie Kao jako Nobu
- Valentina Mattolini jako Heidi
- Derek Lee Nixon jako Ryan
- Matt Patresi jako Enrico Tortoni
- Ilenia Lazzarin jako Daria
- Alberto Bognanni jako Gianni
- Paolo Scarfò jako Fillitti
- Umberto Stazzi jako Tata Paola
- Vittorio Duse jako Dziadek Paola
- Giorgio Caputo jako Kelner w kawiarni
- Natalina Ruffini jako Mama Paola
- Gaetana Palumbo jako Babcia Paola

## Nagrody i wyróżnienia[1]
DVD Exclusive Awards
- Nominacja w kategorii Best Live Action DVD Premiere Movie Neil Steinberg i Natan Zahavi (2003).